# Во власти стихии
«Во власти стихии» (англ. Adrift) — американский фильм-катастрофа режиссёра Балтазара Кормакура, основанный на реальной истории любви и катастрофы в 1984 году — путешественницы и писательницы — Тэми Ли Олдхэм. В главных ролях — Шейлин Вудли и Сэм Клафлин.
Премьера фильма в США состоялась 1 июня 2018 года. Дата выхода в России — 28 июня 2018 года.

## Сюжет
Фильм основан на реальных событиях. Случайная встреча Тэми и Ричарда на Таити стала началом большой любви. 
Питер и Кристин Кромптон предлагают Ричарду перегнать их роскошную яхту через весь Тихий океан с о.Таити в Сан-Диего штат Калифорния. Взамен они предлагают ему 10.000 долларов и обратный авиабилет первым классом. Ричард с радостью соглашается, поскольку сам давно мечтал отправиться в дальнее морское путешествие вместе с Тэми.
В начале все идёт прекрасно — яхта «Хазана» набрала отличный ход, пара любуется живописными закатами солнца. Ричард делает предложение Тэми.  Однако вскоре судно настигает один из самых мощных ураганов в истории. Яхта терпит бедствие — ломаются мачты, выходит из строя руль управления, в борту появляется течь. «Хазана» несколько раз переворачивается, когда на неё обрушивается огромная волна. Тэми швыряет из стороны в сторону, у неё ранение в голову. Ричарда выбрасывает за борт после того, как мачта сбила его с ног, и его страховочный ремень порвался. Он медленно погружается в океан, в то время как «Хазана» переворачивается, выпрямляется и всплывает на поверхность.
Тэми приходит в сознание и изо всех сил пытается понять, что произошло. Она срочно обыскивает искалеченную яхту в надежде найти Ричарда и понимает, что его смыло за борт. Тэми кричит от боли, и выясняется, что она совсем одна, а в поле зрения нет ни кораблей, ни земли. Тэми обнаруживает, что двигатель не заводится, и никто не слышит её радиосигналов бедствия. Ей кажется, что она заметила потерянную шлюпку с цепляющимся за неё Ричардом, и она пытается направить яхту к нему. Она падает и чуть не тонет, когда плывёт спасать Ричарда. Затащив его на борт, Тэми понимает, что у него сломаны ребра и раздроблена правая голень. Она мастерит импровизированный парус, используя сломанный шест и штормовой кливер, что позволяет ей плыть к Гавайям.
Однажды ночью она видит большой грузовой корабль, направляющийся прямо на «Хазану», и запускает несколько сигнальных ракет, но корабль проплывает мимо них. Тэми задаётся вопросом, не был ли этот корабль галлюцинацией, а Ричард начинает страдать от высокой температуры. Когда на следующее утро встает солнце, Ричард напоминает Тэми, что красное утреннее небо предупреждает о приближающейся буре. Ожидая шторма, Тэми готовится, строя импровизированное укрытие, хотя шторм оказывается всего лишь небольшим шквалом.
На следующий день Ричард исчезает. Тэми понимает, что раненый Ричард на борту «Хазаны» был не чем иным, как галлюцинацией, и смиряется с реальностью, что Ричард потерялся в море. Вегетарианке Тэми приходится взять в руки гарпун и начать подводную охоту на рыб. На 41-й день дрейфа Тэми замечает голубя, севшего на палубу яхты. Она видит очертания острова и рыбацкую шхуну неподалёку. На 41-й день Тэми наконец замечает вдалеке землю и японское исследовательское судно и запускает две сигнальные ракеты, успешно привлекая его внимание. Судно доставляет Тэми запасы продовольствия и воды, а затем буксирует «Хазану» к берегу. Тэми возвращается на Таити после выздоровления и посещает лодку Ричарда, заливаясь слезами при виде фотографии Ричарда и себя. Она идет на пляж с цветком франжипани, надевает на цветок своё обручальное кольцо и опускает его в воду.
В титрах показано, что Ричарда Шарпа унесло в открытый океан и его так и не нашли; Тэми Олдхэм Эшкрафт провела одна на борту «Хазаны» в общей сложности 41 день, прежде чем её спасли. Она продолжает быть заядлым моряком. Во время титров демонстрируется серия новостных статей, фотографий и видео с настоящими Тэми и Ричардом.

## В ролях
| Актёры          | Персонажи        |
| --------------- | ---------------- |
| Шейлин Вудли    | Тэми Олдхэм      |
| Сэм Клафлин     | Ричард Шарп      |
| Джеффри Томас   | Питер Кромптон   |
| Элизабет Готорн | Кристин Кромптон |
| Грейс Палмер    | Деб              |

## Производство
Фильм был приобретён для выпуска и распространения компанией STX Entertainment в феврале 2017 года. На тот момент было решено, что роль Тэми Олдхэм исполнит Шейлин Вудли, а режиссёром проекта станет Балтазар Кормакур. Сценарий картины был уже написан братьями Канделл, они также взялись продюсировать фильм вместе с Кормакуром и его производственной компанией RVK Studios. В апреле 2017 года Майлз Теллер вёл переговоры об участии в фильме вместе с Шейлин Вудли, с которой они ранее не один раз работали вместе. Однако в мае 2017 года к съёмкам присоединился Сэм Клафлин, заменив Теллера, которому пришлось отказаться от роли из-за конфликта в расписании.
Основные съёмки фильма «Во власти стихии» проходили на Фиджи в июле 2017 года.

## Критика
Фильм был тепло принят критиками.
«Превосходная игра Шейлин Вудли и Сэма Клафлина». CNN
«Бальтасар Кормакур мастерски передает силу стихии на экране… Лауреат премии „Оскар“, оператор Роберт Ричардсон дарит вам уникальный взгляд на мир». Rolling Stone
«Шейлин Вудли физически и духовно отдаётся каждой сцене… от неё невозможно оторваться». Variety
На сайте Rotten Tomatoes у картины 70 % положительных рецензий на основе 168 отзывов. На Metacritic — 56 баллов из 100 на основе 31 рецензии.